# Alfred Pringsheim
Alfred Israel Pringsheim (ur. 2 września 1850 w Oławie, zm. 25 czerwca 1941 w Zurychu) – niemiecki matematyk i mecenas sztuki.

## Rodzina i życie prywatne
Alfred Pringsheim wywodził się z rodziny zamożnych górnośląskich przemysłowców żydowskiego pochodzenia. Był pierworodnym dzieckiem i jedynym synem górnośląskiego przedsiębiorcy kolejowego i właściciela kopalń Rudolfa Pringsheima (1821–1906) i jego żony Pauli z domu Deutschmann (1827–1909). Miał młodszą siostrę, Marthę.
W roku 1878 ożenił się z berlińską aktorką Gertrudą Hedwig Anną Dohm (1855–1942), córką znanej z walki o prawa kobiet Hedwig Dohm (1831–1919). Małżeństwo doczekało się pięciorga dzieci: Erika (ur. 1879), Petera (ur. 1881), Heintza (ur. 1882) oraz bliźniaków (1883) Klausa i Kathariny (znanej jako Katia). Erik spędził życie w Argentynie, gdzie zbiegł z powodu długów spowodowanych hulaszczym trybem życia i długami hazardowymi. Zmarł w młodym wieku. Synowie Peter i Klaus, podobnie jak ojciec, wybrali karierę akademicką, uzyskując ostatecznie tytuły profesora odpowiednio fizyki i muzyki (kompozycji). Kolejny syn, Heintz, uzyskał stopień doktora archeologii. Córka Katharina, jako jedna z pierwszych kobiet w Monachium, uzyskała wykształcenie uprawniające do wstępu na studia wyższe, a następnie była jedną z pierwszych kobiet aktywnie działających na Uniwersytecie Ludwika i Maksymiliana w Monachium. W roku 1905 została żoną Tomasza Manna, niemieckiego pisarza i laureata Nagrody Nobla z zakresu literatury.
W roku 1889 rodzina przeprowadziła się do neorenesansowej willi przy Arcisstrasse 12. Budynek zaprojektowała berlińska pracownia architektoniczna Kayser & von Großheim, a wnętrza J. Wachter i O. Fritsche. W późniejszych latach willa ta, zwana pałacem Pringsheimów, stała się miejscem spotkań monachijskich elit.
Alfred Pringsheim już od najmłodszych lat żywo interesował się muzyką. Między innymi dokonał adaptacji niektórych dzieł Richarda Wagnera na fortepian. Kolejnymi dziedzinami jego zainteresowań były teoria i historia sztuki. Zgromadził ponadto bogatą kolekcję majolik i malarstwa.
Był pierwowzorem Samuela Spoelmana, postaci z powieści Tomasza Manna Królewska wysokość.

## Kariera akademicka
Pringsheim był uczniem Gimnazjum Marii Magdaleny (Maria Magdalena Gymnasium) we Wrocławiu, gdzie celował w matematyce i muzyce. W roku 1868 rozpoczął studia z zakresu matematyki i fizyki w Berlinie, a następnie na Uniwersytecie Ruprechta i Karola w Heidelbergu. Doktoryzował się w roku 1872 pod kierownictwem Leo Königsbergera. W roku 1875, celem uzyskania habilitacji, przeniósł się z Berlina do Monachium, gdzie dwa lata później został wykładowcą na Uniwersytecie Ludwika i Maksymiliana. W roku 1886 otrzymał tam stanowisko profesora, a w roku 1901 tytuł profesora zwyczajnego. W roku 1922 przeszedł na emeryturę.
W latach 1898–1938 był członkiem Bawarskiej Akademii Nauk, a ponadto członkiem korespondentem Akademii Nauk w Getyndze oraz członkiem Leopoldiny, najstarszej niemieckiej akademii nauk przyrodniczych.

## Osiągnięcia naukowe
Głównym obszarem jego działalności była analiza matematyczna. Alfred Pringsheim badał funkcje rzeczywiste i zespolone stosując, za szkołą Weierstrassa, metody oparte na rozwinięciach w szeregi potęgowe. Pringsheim opublikował liczne prace z zakresu analizy zespolonej, zwłaszcza teorii sumowalności szeregów nieskończonych i zachowania funkcji analitycznych na brzegu obszaru określoności.
Twierdzenie Pringsheima dotyczy zbieżności szeregu potęgowego o nieujemnych współczynnikach rzeczywistych. Oryginalny dowód Pringsheima miał usterkę (związaną ze zbieżnością jednostajną); poprawny dowód został ogłoszony przez Ralpha P. Boasa. Twierdzenie Pringsheima jest wykorzystywane w kombinatoryce analitycznej i teorii Perrona-Frobeniusa dodatnich operatorów na uporządkowanych przestrzeniach wektorowych.

## Znajomość z Richardem Wagnerem
Alfred Pringsheim już od dzieciństwa zajmował się muzyką. Obiektem jego szczególnych zainteresowań stała się twórczość Richarda Wagnera – opublikował kilka aranżacji jego utworów na fortepian. Ponadto korespondował z Wagnerem, a nawet w znacznym stopniu wspierał go finansowo. Był też mecenasem wagnerowskiego Festiwalu w Bayreuth.

## Sytuacja finansowa i prześladowania nazistowskie
Spadek rodzinny zapewnił Pringsheimowi dostatni byt. Po śmierci seniora rodu w roku 1913 w jego dyspozycji znalazł się majątek o wartości około 13 milionów marek dający roczny dochód w wysokości około 800 tysięcy marek, co obecnie stanowi równowartość 10,5 miliona euro oraz 646 tysięcy euro.
I wojna światowa przyniosła pierwsze pogorszenie sytuacji finansowej Pringsheima – jako niemiecki patriota znaczną część swojego majątku przeznaczył na wsparcie wojennych wysiłków państwa niemieckiego. Kolejne uszczuplenie jego funduszy przyniosła szalejąca w latach 1923 i 1924 hiperinflacja. W rezultacie tych wydarzeń Pringsheim został zmuszony do sprzedaży znacznej części swojej kolekcji sztuki, co ironicznie skomentował stwierdzeniem: Co ze ściany, to do ust.
Po rozpoczęciu akcji prześladowania i wywłaszczania zamieszkującej Niemcy ludności pochodzenia żydowskiego Pringsheim, głównie ze względu na swój wiek (miał wtedy sporo ponad 70 lat), nie opuścił kraju wraz z resztą swojej rodziny. Decyzja ta spowodowała, że naziści poddawali go (jak i innych zamieszkujących Niemcy Żydów) nieustannym szykanom i upokorzeniom – między innymi pozbawiono go prawa wyjazdu z kraju. Dzięki pomocy wielu osób, w tym Winifredy Wagner (synowej Richarda Wagnera i przyjaciółki Hitlera), Karla Haushofera (byłego sąsiada Pringsheima, a zarazem przyjaciela Rudolfa Heßa), Oskara Perrona (byłego studenta Pringsheima, a wówczas profesora monachijskiej uczelni), a nawet oficera SS, Alfred Prinsheim i jego żona Hedwig cudem uniknęli aresztowania i 31 października 1939, dosłownie w ostatniej chwili, zdołali wyjechać do Zurychu. Przed wyjazdem Pringsheim został zmuszony do sprzedaży resztek swojego majątku. Środki uzyskane z licytacji jego kolekcji majolik posłużyły opłaceniu Reichsfluchtsteuer (pobieranego głównie od uciekających z Niemiec Żydów tak zwanego podatku od ucieczki z Rzeszy). Jego dom został zburzony, a na jego miejscu zbudowano budynek biurowy służący partii nazistowskiej jako archiwum akt osobowych wszystkich jej członków (obecnie mieści się w nim, między innymi, Instytut Historii Sztuki Uniwersytetu Ludwika i Maksymiliana).
Alfred Pringsheim zmarł 25 czerwca 1941 roku w Zurychu. Jego żona niedługo potem, jak się wydaje, spaliła wszystkie jego rzeczy osobiste, w tym jego korespondencję z Richardem Wagnerem. Zmarła rok po swoim mężu.

## Publikacje
- Daniel Bernoulli – Versuch einer neuen Theorie der Wertbestimmung von Glücksfällen, 1896
- Irrationalzahlen und Konvergenz unendlicher Prozesse, Leipzig 1898
- Über Wert und angeblichen Unwert der Mathematik – Festrede gehalten in der öffentlichen Sitzung der Königlich Bayerischen Akademie der Wissenschaften zu München zur Feier ihres 145. Stiftungstages am 14. März 1904
- Uber Konvergenz und Funktionentheoretischen Charakter Gewisser Limitar-Periodischer Kettenbruche, München 1910
- Majolica, Leiden 1910
- Über den Taylorschen Lehrsatz für Funktionen einer reellen Veränderlichen, Sonderabdruck der Königlichen Akademie der Wissenschaften 1913,
- Majolikasammlung Alfred Pringsheim in München, Leiden 1914
- Vorlesungen über Zahlenlehre – Erster Band Zweite Abteilung ,I.2, Unendliche Reihen mit Reellen Gliedern, Leipzig 1916
- Über singuläre Punkte gleichmässiger Konvergenz – Vorgetragen am 6. Dezember 1919 in München, Bayerische Akademie der Wissenschaften 1920 (Sitzungsberichte des Bayerischen Akademie der Wissenschaften, Mathematisch-Physikalische Klasse; Sonderabdruck Jahrgang 1919)
- Grundlagen der allgemeinen Funktionenlehre
- Vorlesungen über Funktionslehre. Erste Abteilung: Grundlagen der Theorie der analytischen Funktionen einer komplexen Veränderlichen, Leipzig und Berlin 1925
- Vorlesungen über Zahlen- und Funktionenlehre, 2 Bände (Bibliotheca Mathematica Teubneriana, Bände 28,29). Leipzig, 1916-1932
- Kritisch-historische Bemerkungen zur Funktionentheorie, Reprint 1986 ISBN 3-7696-4071-3